# Karl Nikitsch
Karl Nikitsch (Praga, 17 gennaio 1885 – Vienna, 7 settembre 1927) è stato un aviatore austro-ungarico.
L'Hauptmann Karl Nikitsch era un militare professionista che servì in successione l'Impero austro-ungarico e la Prima Repubblica Austriaca. Il suo primo servizio durante la guerra mondiale nelle truppe austro-ungariche per la Kaiserliche und Königliche Luftfahrtruppen fu caratterizzato dalla sua abilità nell'organizzare, impiegare e comandare le squadriglie aeree. Divenne anche un asso dell'aviazione accreditato con sei vittorie aeree e nel dopoguerra, comandò la Flugpolizei austriaca.

## Biografia e prima guerra mondiale
Il 17 gennaio 1885 Karl Nikitsch nasce a Praga, nell'Impero austro-ungarico, poi Cecoslovacchia. Dopo la scuola primaria, ha frequentato un liceo tecnico per quattro anni, poi la scuola cadetti per altri quattro anni.
Dopo la laurea alla Cadet School, divenne un ufficiale nel 35º reggimento di fanteria austro-ungarico. La sua abilità atletica lo ha portato all'incarico di insegnare a circa 700 istruttori di scherma e ginnastica per allenare nello sport. Si è anche guadagnato molte medaglie d'oro nella scherma, diventando un Junior World Master nel 1910.
Nei primi giorni della prima guerra mondiale, Nikitsch fu reclutato per l'addestramento dei piloti. Nel maggio 1915, era in grado di volare come vice comandante della Fliegerkompanie 16 (Flik 16) da Villach sul fronte italiano, anche se principalmente su voli di prova.
Trasferito alla Fliegerkompanie 14 (Flik 14) sul fronte russo a fine luglio 1915, Nikitsch imparò ad eccellere nelle missioni di direzione dell'artiglieria a sostegno della 2ª armata austro-ungarica. Gli è stata assegnata la Medaglia al merito militare (Austria) di bronzo con le spade.
Nel novembre 1915 fu inviato a Strasshof an der Nordbahn (vicino a Vienna) come comandante; lì avrebbe radunato, vestito e addestrato intere squadriglie dirette in battaglia. Queste unità includevano le Flik dalla Flik 24 alla Flik 38. Tuttavia, il 3 luglio 1916, Nikitsch precipitò durante un volo di prova, facendo un breve periodo in ospedale.
Nel gennaio del 1917, Nikitsch venne finalmente accontentato nella sua richiesta per un incarico da combattimento. Gli fu detto di formare la Flik 39 allo Strasshof come sua unità. Ebbe i suoi novizi addestrati ed organizzati per marzo. Vennero inviati a Czik-Szereda sul fronte rumeno. Era una piccola pista inclinata con una discesa pericolosa ad un'estremità.
Divenne presto chiaro che ai francesi e russi doveva essere impedito di attaccare gli aerei da Ricognizione della Flik 39. Nikitsch ha modificato uno dei due posti della sua unità in un caccia di scorta monoposto. A luglio, i caccia ed i piloti della Fliks 29, 31, 33 e 39 sono stati ammassati per proteggere gli aerei da ricognizione dell'area, tra cui quello di Nikitsch. Il 19 luglio Nikitsch ottenne la sua prima vittoria aerea su un Albatros D.III; la sua seconda è arrivato quattro giorni dopo. Con il suo aereo preferita Hansa-Brandenburg D.I, ha abbattuto due Nieuport ed un Farman nell'agosto del 1917. Il 27 novembre 1917, ha ottenuto la vittoria finale, usando ancora un Albatros.
Mentre infuriava la Battaglia di Caporetto, la Flik 39 fu schierata a sostegno del 1º corpo austro-ungarico. Inoltre, il 16 ottobre 1917, Nikitsch fu incaricato di gestire diverse squadriglie austro-ungariche e tedesche durante la battaglia. Quando gli austro-ungarici avanzarono di circa 100 chilometri e le comunicazioni iniziarono a guastarsi, Nikitsch mise in moto lo sforzo aereo insieme a ripetuti voli di ricognizione e di corriere. Il suo successo in questo gli è valso entrambe le classi della Croce di Ferro e dell'Ordine della Corona di ferro con le Decorazioni di guerra e le spade.
Nikitsch fu chiamato a comandare la Flik 63J nel gennaio 1918. Un grave incidente accadde, mandandolo in ospedale. Dopo una lunga convalescenza, sarebbe stato mandato a comandare un battaglione di addestramento aeronautico a Wiener Neustadt fino alla fine della guerra.

## Il dopoguerra
Karl Nikitsch ha studiato giurisprudenza all'Università di Graz, conseguendo il dottorato in Juris Doctor. Ha anche comandato la Flugpolizei austriaca, che era stato fondata utilizzando velivoli rimasti dalla guerra.
Il 7 settembre 1927, Karl Nikitsch effettuò un test pilotando un caccia francese quando ebbe un guasto al motore morendo nello schianto.